# Tijelo Kristovo
Tijelo Kristovo je pojam, koji u kršćanskoj teologiji ima dva odvojena značenja: može se odnositi na Isusovu izjavu o euharistiji na posljednjoj večeri: "Ovo je moje tijelo (Lk 22,19-20)" ili može značiti „kršćansku Crkvu". Taj drugi termin prvi je upotrijebio apostol Pavao u Prvoj poslanici Korinćanima.
Za neke kršćane, kao što su rimokatolici i pravoslavci, pojam „Tijelo Kristovo“ može se odnositi na stvarnu prisutnost Krista u euharistiji. Za veći dio kršćana, uključujući i katolike i neke protestante, "Tijelo Kristovo" se odnosi i na kršćanske Crkve kao skupine vjernika, kao u Pavlovim poslanicama.
Katolička Crkva podržava stvarnu prisutnost, tj. da se kruh mijenja u Tijelo Kristovo, a vino u Krv Kristovu. Crkveni nauk to naziva transupstancijom te odbacuje pojam konsupstancijacije. Konsupstancijacija znači, da su nakon pretvorbe uz suštinu Isusova Tijela i Krvi i dalje prisutni i suština (supstancija) kruha i vina. Kod transupstancijacije suština Isusova Tijela i Krvi je zamijenila suštinu kruha i vina, tako da suština kruha i vina nakon pretvorbe više nije prisutna. 
Tijelovo, punim nazivom Svetkovina Presvetog Tijela i Krvi Kristove je katolički blagdan, kojim se slavi Tijelo i Krv Kristova.